# ارکستر دولتی سمفونیک جمهوری آذربایجان
ارکستر دولتی سمفونیک جمهوری آذربایجان (ترکی آذربایجانی: Hacıbəyov adına Azərbaycan Dövlət Simfonik Orkestri) یکی از اولین ارکسترهای تأسیس شده در سراسر اتحاد جماهیر شوروی سوسیالیستی بود که در حال حاضر نیز پابرجا است.

## تاریخچه
ارکستر دولتی سمفونیک جمهوری آذربایجان در سال ۱۹۲۰ و با درخواست عزیر حاجی‌بیگف، آهنگساز معروف آذربایجانی، بنیان نهاده شد. بعداً ارکستر به اسم عزیر حاجی‌بیگف نام‌گذاری شد. هم‌اکنون وابسته به تالار دولتی فیلارمونیک آکادمیک جمهوری آذربایجان می‌باشد.
آهنگ‌سازانی همچون «رینیه باتون» و اتو کلمپرر از کشورهای خارجی به آذربایجان دعوت شدند تا در تأسیس ارکستر و آموزش پرسنل کمک کنند. از سال ۱۹۳۸ تا ۱۹۸۴ نیازی، پسر برادر عزیر حاجی‌بیگف، این ارکستر را رهبری کرد. پس از درگذشت او، رؤوف عبدالله‌اف، هنرمند خلق آذربایجان، رهبری آن را بر عهده گرفت. ارکستر به کشورهای زیادی مانند ایالات متحده آمریکا، بریتانیا، فرانسه، آلمان، سوئیس، ترکیه و مصر مسافرت‌های کاری داشته‌است.

## رهبران ارکستر
- عزیر حاجی‌بیگف: ۱۹۲۰–۱۹۳۸
- نیازی: ۱۹۳۸–۱۹۸۴
- رؤوف عبدالله‌اف: ۱۹۸۴ تابه‌حال